# La Unión (Sucre)
La Unión è un comune della Colombia facente parte del dipartimento di Sucre.
L'abitato venne fondato verso la fine del XVIII secolo, mentre l'istituzione del comune è del 4 dicembre 1968.